# L'amica geniale (serie di romanzi)
L'amica geniale è una serie di quattro romanzi dell'autrice italiana Elena Ferrante. La serie è composta da L'amica geniale (2011), Storia del nuovo cognome (2012), Storia di chi fugge e di chi resta (2013) e da Storia della bambina perduta (2014). Tutti i romanzi sono stati pubblicati in Italia da edizioni e/o. La serie è stata categorizzata come romanzo di formazione (Bildungsroman) o come romanzo di maturità; l'autrice stessa, in un'intervista rilasciata a Harper's Magazine, afferma di concepire la serie come un unico romanzo, pubblicato in maniera seriale per ragioni di lunghezza e durata dell'opera complessiva.

## Trama
La saga copre un arco narrativo di diversi decenni, dagli anni Cinquanta al 2010, seguendo la vita (dall'infanzia alla vecchiaia) di due coetanee napoletane, Elena "Lenù" Greco e Raffaella "Lila" Cerullo. Nel presente, l'ultrasessantenne Elena viene informata dell'improvvisa scomparsa della sua amica d'infanzia Lila, che se n'è andata dopo aver fatto le valigie, senza dire niente a nessuno; ciò porta Elena a iniziare a raccontare la storia del loro rapporto.
Le due nacquero a tre settimane di distanza nell'agosto del 1944 nel rione di Napoli, luogo segnato da degrado, violenza, ignoranza e povertà. Da bambine legano in seguito a un incidente che le porta a perdere le loro amate bambole, apparentemente cadute in mano al temuto criminale don Achille. Stringono una forte e complessa amicizia, nonostante i caratteri diametralmente opposti: mentre Elena è timida e introversa, Lila è sfrontata e schietta, tanto da essere ritenuta dai più una bambina "cattiva". Alle elementari entrambe risaltano per i loro brillanti risultati scolastici ma, mentre Elena è molto portata allo studio, Lila dà prova di una vera e propria intelligenza prodigiosa. Tuttavia, al termine delle elementari, solo la famiglia di Elena le permette di andare avanti con la scuola, mentre quella di Lila la obbliga a smettere per lavorare.
Questo porta la strada delle due amiche a dividersi: Elena prosegue la sua carriera scolastica, che la porta ad allontanarsi dal rione e a diventare una scrittrice di discreto successo, mentre Lila viene indotta a contrarre un matrimonio violento in giovanissima età e poi a condurre una vita coniugale infelice, prima di riuscire a stabilirsi in un impiego soddisfacente e in una relazione con un uomo che ama, subendo in diversi casi lo stigma dei concittadini a causa del suo comportamento, considerato inappropriato per una donna sposata.
Il rapporto delle due amiche subisce più volte allontanamenti e riavvicinamenti; in particolar modo, Elena rimarrà per tutta la vita condizionata dal complesso di inferiorità che nutre per Lila, di cui riconosce l'intelletto geniale in confronto al suo. Il percorso di vita delle due amiche si intreccia con quello del resto della popolazione del rione e con i cambiamenti sociali e politici dell'Italia nel corso dei decenni.
A quarant'anni, Lila resta profondamente segnata dalla tragica scomparsa della sua figlia minore, Tina, di quattro anni, che sparisce dopo essere stata lasciata brevemente incustodita durante una festa nel rione, senza che si scoprirà mai cosa le sia successo. Successivamente, nel 2007, Elena rompe una promessa fatta in precedenza a Lila scrivendo un racconto sulla loro amicizia e pubblicandolo, portando quindi alla separazione delle due.
Nel 2010, un giorno dopo essere stata informata della scomparsa di Lila, Elena riceve per posta le bambole che lei e Lila avevano apparentemente perso quand'erano bambine. Elena capisce che l'amica dev'essersi finalmente liberata dalle ansie che l'hanno tormentata in vita per andarsene dal rione, lasciandole le bambole come ultimo segno d'affetto, ma deve anche accettare il fatto che non la rivedrà mai più.

## Personaggi
- Elena "Lenù" Greco, nata nell'agosto del 1944. È la protagonista e narratrice nel romanzo, una ragazzina del rione che grazie allo studio riesce a frequentare la Scuola Normale Superiore e poi ad affermarsi come scrittrice.
- Raffaella "Lila" Cerullo, nata nell'agosto del 1944, seconda figlia di una famiglia numerosa. La tetralogia ruota interamente attorno alla sua figura enigmatica.
- Giovanni "Nino" Sarratore, figlio maggiore di Donato e Lidia Sarratore. Da giovane detestava il padre per la sua natura di fedifrago ma, crescendo, finirà per diventare più simile a lui che a chiunque altro.
- Michele Solara, primogenito dei Solara, fratello maggiore di Marcello, meno violento e pericoloso. Sposerà Gigliola, la figlia del pasticcere, ma sarà sempre ossessionato da Lila.
- Marcello Solara, figlio minore di Silvio e Manuela, violento e sbruffone.
- Don Achille Carracci, l'orco delle favole, borsanerista, strozzino. Viene ucciso.
- Stefano Carracci, primogenito di Don Achille, è interessato soprattutto ai giri fruttuosi del denaro. Apparentemente un ragazzo ambizioso ma mite, si scoprirà essere ben altro. Sposerà Lila ma la tradirà con Ada.
- Alfonso Carracci, figlio minore di Achille Carracci, è molto amico di Elena e successivamente anche di Lila. Si fidanza e si sposa con Marisa, ma il matrimonio naufragherà per via della sua omosessualità.
- Pasquale Peluso, primogenito dei Peluso, è comunista come il padre. Sebbene mosso da ragioni giuste, però, intraprende una strada sbagliata, pur essendo un ragazzo di buoni sentimenti.
- Carmela "Carmen" Peluso, sorella minore di Pasquale, è devotissima al fratello.
- Enzo Scanno, primogenito degli Scranno, si trasforma da bambino ribelle e delinquente a uomo onesto e rispettoso. È, fin dall'infanzia, innamorato di Lila.
- Pietro Airota, filologo classico, diventerà il marito di Elena e il padre delle sue figlie.

## Tematiche
Come nelle altre opere della Ferrante, il tema principale è la donna in tutte le sue declinazioni: il rapporto tra donna e uomo, la condizione femminile nel corso del tempo e il suo cambiamento. Ma ciò che più interessa l'autrice è il rapporto fra le donne: l'essere donna e figlia, donna e madre, oppure semplicemente donna e amica di un'altra donna, prendendo in considerazione anche la competizione e la gelosia tipica di questo rapporto. La protagonista stessa, nel terzo libro, scrive un saggio sulla costruzione dell'idea di donna nella letteratura, dalla Bibbia fino alle proteste studentesche del sessantotto e ai successivi anni di piombo. Altri temi sono il ruolo sociale della letteratura e quello dell'intellettuale in mezzo ai disordini e ai movimenti di protesta, l'inizio della computerizzazione, le proteste in fabbrica degli anni settanta, il conflitto di classe, la permanenza del passato, l'ascesa sociale correlata al contesto di provenienza.

## Libri
- L'amica geniale (2011)
- Storia del nuovo cognome (2012)
- Storia di chi fugge e di chi resta (2013)
- Storia della bambina perduta (2014)

## Adattamento televisivo
Nel 2017 la televisione statunitense HBO annunciò la produzione di una serie in otto puntate basate sul romanzo della Ferrante. Si tratta di una serie prodotta con Rai Fiction e Fandango, girata in Italia e recitata principalmente in dialetto napoletano, intitolata proprio L'amica geniale, come il primo romanzo della tetralogia letteraria. Negli Stati Uniti d'America (dove il titolo è My Brilliant Friend) la trasmissione è iniziata il 18 novembre 2018, mentre in Italia è stata trasmessa da Rai 1 e TIMvision dal 27 novembre al 18 dicembre.
Alla prima stagione, andata in onda nel 2018, ne sono seguite altre tre, legate a ciascuno dei romanzi della tetralogia e trasmesse nel 2020, nel 2022 e nel 2024. La regia è stata di Saverio Costanzo nelle prime due stagioni, di Daniele Luchetti nella terza e di Laura Bispuri nella quarta e ultima; le due protagoniste, Elena e Lila, sono state interpretate rispettivamente da Elisa Del Genio e Ludovica Nasti (da bambine), da Margherita Mazzucco e Gaia Girace (da adolescenti) e da Alba Rohrwacher e Irene Maiorino (da adulte).

## Adattamento teatrale
Nel 2017 una riduzione teatrale dei quattro romanzi andò in scena al Rose Theatre di Londra, per la regia di Melly Still. April De Angelis curò l'adattamento e la pièce, intitolata L'amica geniale, era divisa in due parti, per un totale di quattro atti e una durata complessiva di circa cinque ore e mezza. Catherine McCormack interpretava Lila.